# 巴塞羅那 (安索阿特吉州)
巴塞隆納是委內瑞拉的城市，也是安索阿特吉州的首府，位於該國北部，始建於1671年，面積76平方公里，海拔高度13米，每年平均降雨量622毫米，2005年人口424,819。

## 外部連結
- Barcelona and Puerto la Cruz （页面存档备份，存于）